# Branov

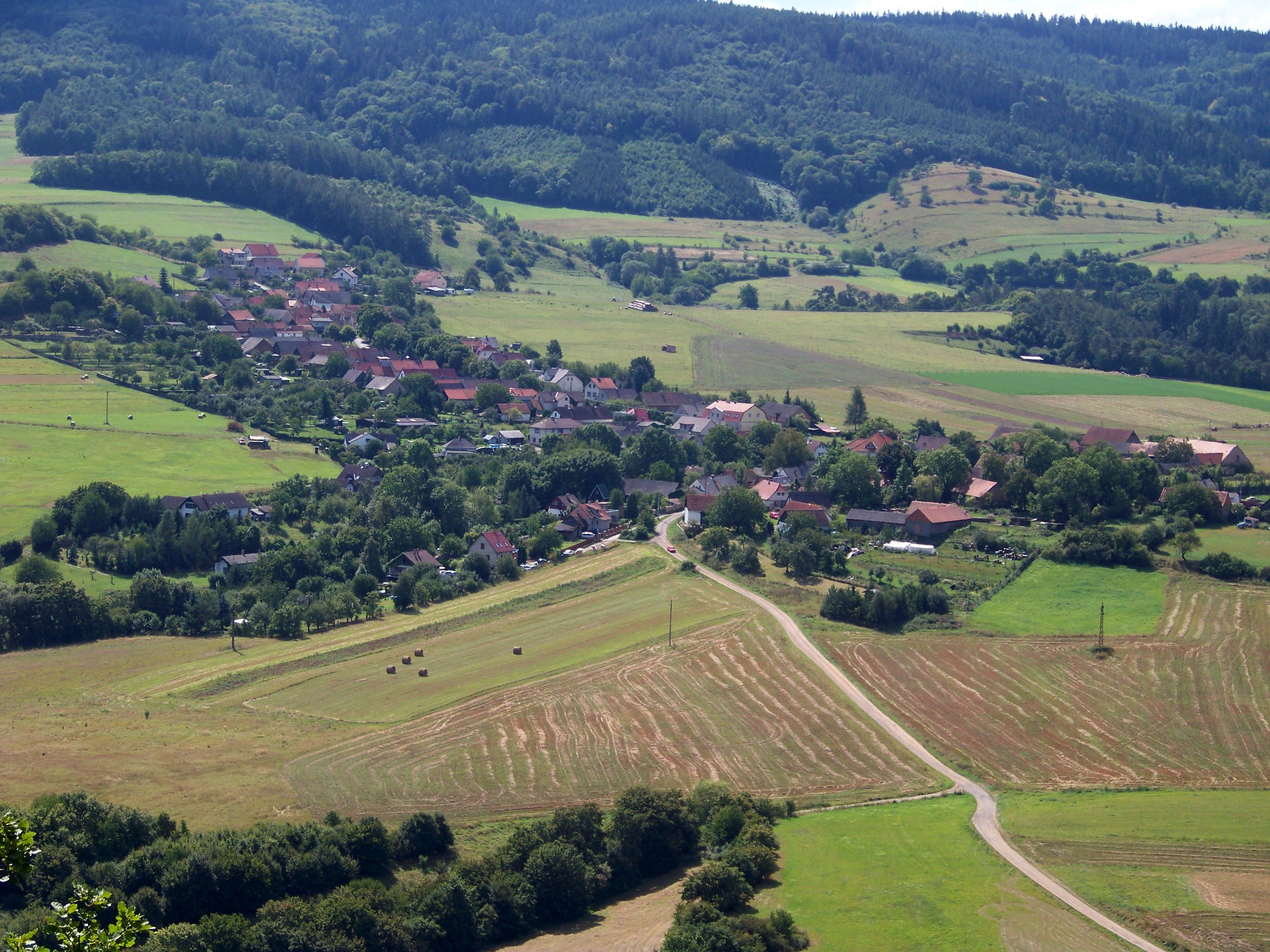
Blick von den Nezabudické skály auf Branov

Branov (deutsch Branow, 1939–45 Branau) ist eine Gemeinde in Tschechien. Sie liegt 18 Kilometer nordwestlich von Beroun und gehört zum Okres Rakovník.

## Geographie
Branov befindet sich an einer Flussschleife rechtsseitig über dem Tal der Berounka auf einer Anhöhe in der Křivoklátská vrchovina. Das Dorf liegt im  Landschaftsschutzgebiet Křivoklátsko. Nördlich erheben sich die Porostlina (454 m) und die Amerika (413 m), im Osten der Beraník (498 m), südöstlich die Mokřinka (466 m) und der Výrův kopec (481 m), im Süden der Vysoký Tok (546 m) und der Štulec (539 m) sowie westlich die Dlouhá hora (399 m).
Nachbarorte sind Velká Buková im Norden, Křivoklát, Višňová und Roztoky im Nordosten, Údolí hříchů im Osten, Leontýn, Pustá Seč, Branovská Vrata, Nový Jáchymov, Stará Ohrada und Karlov im Südosten, Karlova Ves und Emilovna im Süden, Jelenec, Týřovice, Kouřimecká Rybárna und Kouřimecká Myslivna im Südwesten, U Rozvědčika, V Luhu und Nezabudice im Westen sowie Malá Buková und Na Čihátku im Nordwesten.

## Geschichte
Die erste schriftliche Erwähnung von Branov erfolgte im Jahre 1551.
Im Jahre 1843 bestand Branow aus 42 Häusern mit 354 Einwohnern. 
Abseits lag an der Überfuhr über die Mies das Fischerhaus U Luhu. Pfarrort war Nezabuditz. Bis zur Mitte des 19. Jahrhunderts blieb Branow dem Fideikommiss Pürglitz untertänig.
Nach der Aufhebung der Patrimonialherrschaften bildete Branov / Branow ab 1850 eine Gemeinde im Bezirk Rakonitz und Gerichtsbezirk Pürglitz. Im Jahre 1932 lebten in Branov 523 Personen. 

## Gemeindegliederung
Für die Gemeinde Branov sind keine Ortsteile ausgewiesen. Die Gemeinde besteht aus den Grundsiedlungseinheiten Branov und V Luhu. Zu Branov gehören außerdem die Einschichten Branovská Vrata, Kouřimecká Rybárna und Kouřimecká Myslivna.

## Sehenswürdigkeiten
- Fährhaus V Luhu mit Gedenkstätte für Ota Pavel
- Gezimmerte Einschicht Kouřimecká rybárna, Kulturdenkmal
- Ota-Pavel-Eiche bei Kouřimecká rybárna
- Burgstall Branov bzw. Propadený zámek, südwestlich von Branov auf einem Sporn über den Tälern der Berounka und eines rechten Zuflusses
- Naturdenkmal U Eremita, Prallhang der Berounka, östlich des Dorfes
- Naturdenkmal Nezabudické skály, Prallhang der Berounka, nördlich des Dorfes
- Naturdenkmal Vysoký tok, am gleichnamigen Berg südlich des Dorfes
- Nationales Naturreservat Velká Pleš, südwestlich von Branov am gleichnamigen Berg

## Persönlichkeiten
- Ota Pavel (1930–1973), der Schriftsteller verbrachte seine Kindheit im Fährhaus V Luhu und beschrieb in mehreren Erzählungen die Gegend.